# Rineloricaria parva
Rineloricaria parva — вид риб з роду Rineloricaria родини Лорікарієві ряду сомоподібні. Інша назва «мала рінелорікарія».

## Опис
Загальна довжина сягає 11 см. Самець стрункіший, масивніший за самицю. Тіло подовжене, звужується від голови до хвостового плавця. Очі маленькі. Рот являє собою присоску. Спинний плавець високий, з сильним нахилом, повністю торкається тулуба, 1 жорстким променем. Грудні плавці широкі, на їх променях та шипах у самців є одонтоди. Жировий плавець відсутній. Анальний плавець витягнуто донизу. Хвостове стебло тонке й довге. Хвостовий плавець маленький, верхні та нижні промені хвостового плавця мають довгі нитки.
Верхня частина оливково-сірого кольору з дрібними сіро-коричневими крапочками з боків та спині, які часто зливаються у поперечні смуги. Коса темна лінія проходить від очей до кінчика рота.

## Спосіб життя
Воліє до прозорої води. Зустрічається в помірній течії з піщаним дном. Утворює невеличкі косяки. Малорухлива рибка. Вдень ховається у печерках, серед шматків дерева і корчів. Активна в присмерку та вночі. Живиться водоростевими обростаннями, детритом, дрібними безхребетними.
Статева зрілість настає у 10-12 місяців. Самиця відкладає ікру в печерці. Самець охороняє кладку.
Тривалість життя становить 5 років.

## Розповсюдження
Мешкає у басейні річки Парагвай.